# جی. پی. مورگان اند کو.

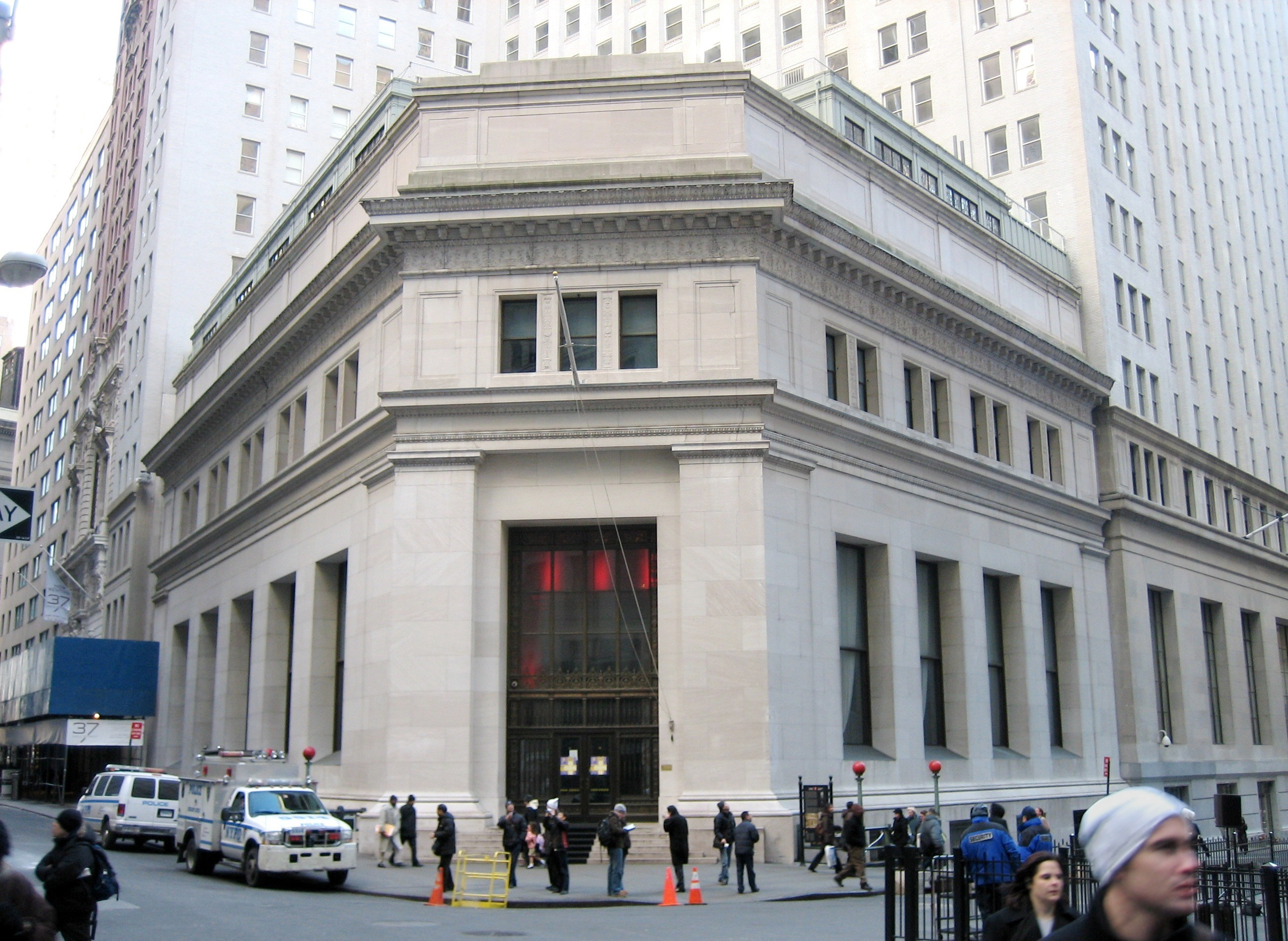
ساختمان ۲۳ وال استریت، دفتر مرکزی جی. پی. مورگان اند کو. در نیویورک

جی. پی. مورگان اند کو.  (به انگلیسی: J.P. Morgan & Co.) بانک تجاری و موسسهٔ مالی ارائه‌کننده خدمات بانکداری سرمایه‌گذاری آمریکایی است، که در سال ۱۸۷۱ توسط جی‌پی مورگان تأسیس شد.
در سال ۱۹۵۹ جی. پی. مورگان اند کو. با گارانتی تراست کمپانی نیویورک ادغام شد و نام آن به مورگان تراست گارانتی کمپانی تغییر پیدا کرد. این بانک تا دهه ۱۹۸۰ با همین نام به فعالیت خود ادامه داد و در سال ۱۹۸۱ بار دیگر شروع به استفاده از برند جی. پی. مورگان برای بخش بانکداری خود نمود. در سال ۱۹۸۸ بار دیگر نام شرکت به جی. پی. مورگان اند کو. تغییر یافت.
در سال ۲۰۰۰ در پی ادغام جی. پی. مورگان اند کو. و چیس بانک بزرگترین بانک ایالات متحده؛ جی‌پی مورگان چیس تشکیل شد. شعبه مرکزی این بانک در شهر نیویورک قرار دارد.